# 52-XX
Classificazione delle ricerche matematiche: sezioni di livello 1

00-XX 01 03 05 06 08 | 11 12 13 14 15 16 17 18 19 20 22 | 26 28 30 31 32 33 34 35 37 39 40 41 42 43 44 45 46 47 49 | 
 51 52 53 54 55 57 58 | 60 62 65 68 | 70 74 76 78 | 80 81 82 83 85 86 | 90 91 92 93 94 97-XX
52-XX è la sigla della sezione primaria dello schema di classificazione
MSC dedicata a insiemi convessi e geometria discreta.
La pagina attuale presenta la struttura ad albero delle sue sottosezioni secondarie e terziarie.

## 52-XX
geometria convessa e discreta
- 52-00 opere di riferimento generale (manuali, dizionari, bibliografie ecc.)
- 52-01 esposizione didattica (libri di testo, articoli tutoriali ecc.)
- 52-02 presentazione di ricerche (monografie, articoli di rassegna)
- 52-03 opere storiche {!va assegnato almeno un altro numero di classificazione della sezione 01-XX}
- 52-04 calcolo automatico esplicito e programmi (non teoria della computazione o della programmazione)
- 52-06 atti, conferenze, collezioni ecc.

## 52Axx
convessità generale
- 52A01 assiomatica e convessità generalizzata
- 52A05 insiemi convessi senza restrizioni sulle dimensioni
- 52A07 insiemi convessi in spazi vettoriali topologici [vedi anche 46A55]
- 52A10 insiemi convessi in 2 dimensioni (incluse le curve convesse) [vedi anche 53A04]
- 52A15 insiemi convessi in 3 dimensioni (incluse le superfici convesse) [vedi anche 53A05, 53C45]
- 52A20 insiemi convessi in n dimensioni (incluse le ipersuperfici convesse) [vedi anche 53A07, 53C45]
- 52A21 spazi di Banach di dimensione finita (incluse le norme speciali, gli zonoidi ecc.) [vedi anche 46Bxx]
- 52A22 insiemi casuali convessi e geometria integrale [vedi anche 53C65, 60D05]
- 52A23 teoria asintotica dei corpi convessi [vedi anche 46B06]
- 52A27 approssimazione mediante insiemi convessi
- 52A30 varianti degli insiemi convessi (a forma stellare, (m,n)-convessi ecc.)
- 52A35 teoremi di tipo Helly e teoria trasversale geometrica
- 52A37 altri problemi di convessità combinatoria
- 52A38 lunghezza, area, volume [vedi anche 26B15, 28A75, 49Q20]
- 52A39 volumi misti ed argomenti collegati
- 52A40 disuguaglianze e problemi di estremo
- 52A41 funzioni convesse e programmi convessi [vedi anche 26B25, 90C25]
- 52A55 convessità sferica e convessità iperbolica
- 52A99 argomenti diversi dai precedenti, ma in questa sezione

## 52Bxx
politopi e poliedri
- 52B05 proprietà combinatorie (numero di facce, cammini più brevi ecc.) [vedi anche 05Cxx]
- 52B10 politopi tri-dimensionali
- 52B11 politopi n-dimensionali
- 52B12 politopi speciali (programmazione lineare, a simmetria centrale ecc.)
- 52B15 proprietà di simmetria dei politopi
- 52B20 politopi reticolari (incluse le relazioni con l'algebra commutativa e la geometria algebrica) [vedi anche 06A11, 13F20, 13Hxx]
- 52B22 shellabilità
- 52B35 diagrammi di Gale ed altri diagrammi
- 52B40 matroidi (realizzazioni nel contesto di politopi convessi, convessità nelle strutture combinatorie ecc.) [vedi anche 05B35, 52Cxx]
- 52B45 dissezioni e valutazioni (terzo problema di Hilbert ecc.) [vedi anche 68-XX]
- 52B55 aspetti computazionali collegati alla convessità {per la geometria computazionale ed i relativi algoritmi, vedi 68Q25, 68U05; per gli algoritmi numerici, vedi 65Yxx} [vedi anche 68Uxx]
- 52B60 problemi isoperimetrici per i politopi
- 52B70 varietà poliedrali
- 52B99 argomenti diversi dai precedenti, ma in questa sezione

## 52Cxx
geometria discreta
- 52C05 reticoli e corpi convessi in 2 dimensioni [vedi anche 11H06, 11H31, 11P21]
- 52C07 reticoli e corpi convessi in n dimensioni [vedi anche 11H06, 11H31, 11P21]
- 52C10 problemi di Erdös ed argomenti collegati di geometria discreta [vedi anche 11Hxx]
- 52C15 impacchettamento e rivestimento?copertura in 2 dimensioni [vedi anche 05B40, 11H31]
- 52C17 impacchettamento e rivestimento?copertura in n dimensioni [vedi anche 05B40, 11H31]
- 52C20 piastrellature in 2 dimensioni [vedi anche 05B45, 51M20]
- 52C22 piastrellature in n dimensioni [vedi anche 05B45, 51M20]
- 52C23 quasicristalli, pavimentazioni aperiodiche
- 52C25 rigidità e flessibilità delle strutture [vedi anche 70B15]
- 52C26 impaccamenti?packings di cerchi ed approssimazioni conformi
- 52C30 arrangiamenti planari di linee e pseudolinee [vedi anche 32S22]
- 52C35 arrangiamenti di punti, varietà linari?flats, iperpiani
- 52C40 matroidi orientate
- 52C45 complessità combinatoria di strutture geometriche [vedi anche 68U05]
- 52C99 argomenti diversi dai precedenti, ma in questa sezione